# Rin de la Carrasca
Rin de la Carrasca o Rin és un poblet deshabitat del municipi d'Isàvena, de la comarca de la Ribagorça de l'Aragó, dalt de la Serra del Jordal (que aplega als 1.556 metres), a sobre del seus contraforts i a tramuntana del municipi. El municipi pren el nom de l'Isàvena, afluent de l'Éssera. El cap de municipi és la Pobla de Roda. El despoblat està situat a 1.274 metres d'altitud. Merli està una mica per sota, a 1.250 metres d'altitud, a la capçalera de la vall de Vacamorta.
Formaven el Senyoriu de Rin dues cases: Rin de Dalt i Rin de Baix, avui en ruïnes, així com la seva ermita romànica, Sant Vicenç, del segle xii.
Actualment s'hi pot trobar una borda rehabilitada de Rin de Dalt i una casa nova de Rin de Baix.
Al sud del poble s'hi troba el Vedau, de 1.277 metres i al seu costat la muntanya El Rin (Guardiguala) que aplega als 1.225 metres. Tres barrancs que aporten el seu cabal al barranc de Carrasquer neixen en terres de Rin de la Carrasca: els barrancs de Runals, Vayart i Comasenté. I a l'obaga un bosc de pi, el riu de Vilacarle i el poble Vilacarle
Es puja a Rin des de La Pobla de Roda pel camí del Pedregal, situat entre El Rin i Les Llempies, la part més occidental de la Serra del Jordal.

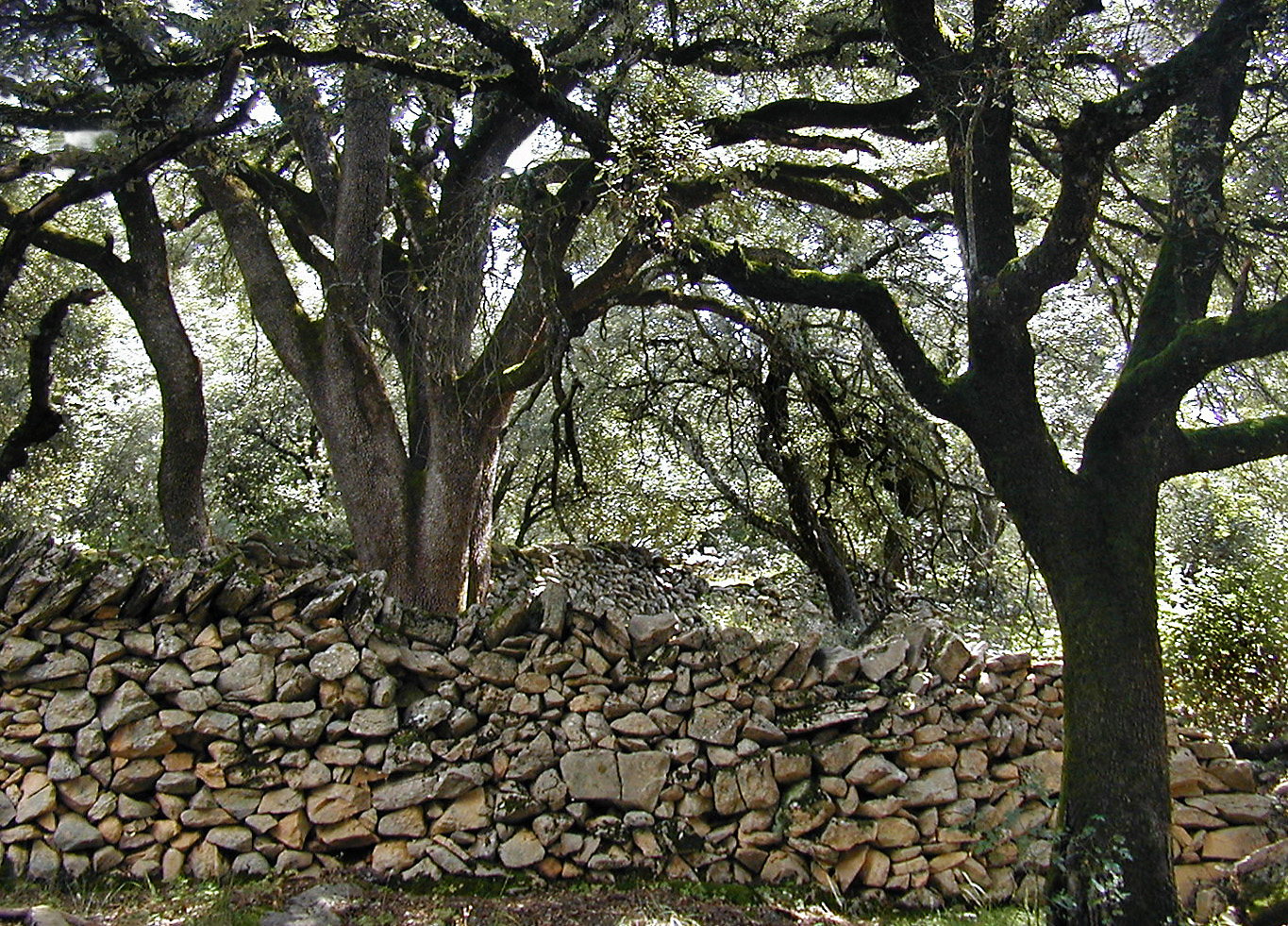
Corral de pedra a Rin de la Carrasca.

## Història de Rin
El llinatge dels  Benavent , un dels llinatges més forts de la Ribagorça dels segles xi i xii, després d'Arnau Mir de Tost i de Sanç I d'Aragó i Pamplona, eren els senyors de la Vall de Lierp i Vilacarle, així com propietaris del Senyoriu de Rin de la Carrasca. El llinatge va créixer en propietats després de les conquestes als musulmans el segle xi. Finalment varen lliurar a l'església, al cabildo de Roda, el Senyoriu de Rin.
Els habitants de Rin amb els de Pedrui, Carrasquer i El Camp van fundar La Pobla de Roda l'any 1276, però havien de mantindre els cultius (com la vinya i els cereals) de les antigues explotacions. Pedrui va quedar deshabitat, però Rin va mantindre les cases habitades.
L'any 1385 encara pertany al terme de Roda. Un tal Nicolau és el propietari, segons el cens. En el cens de l'any 1554 apareixen dues cases, però la jurisdicció és civil i no eclesiàstica.

## Geologia de la zona de Rin

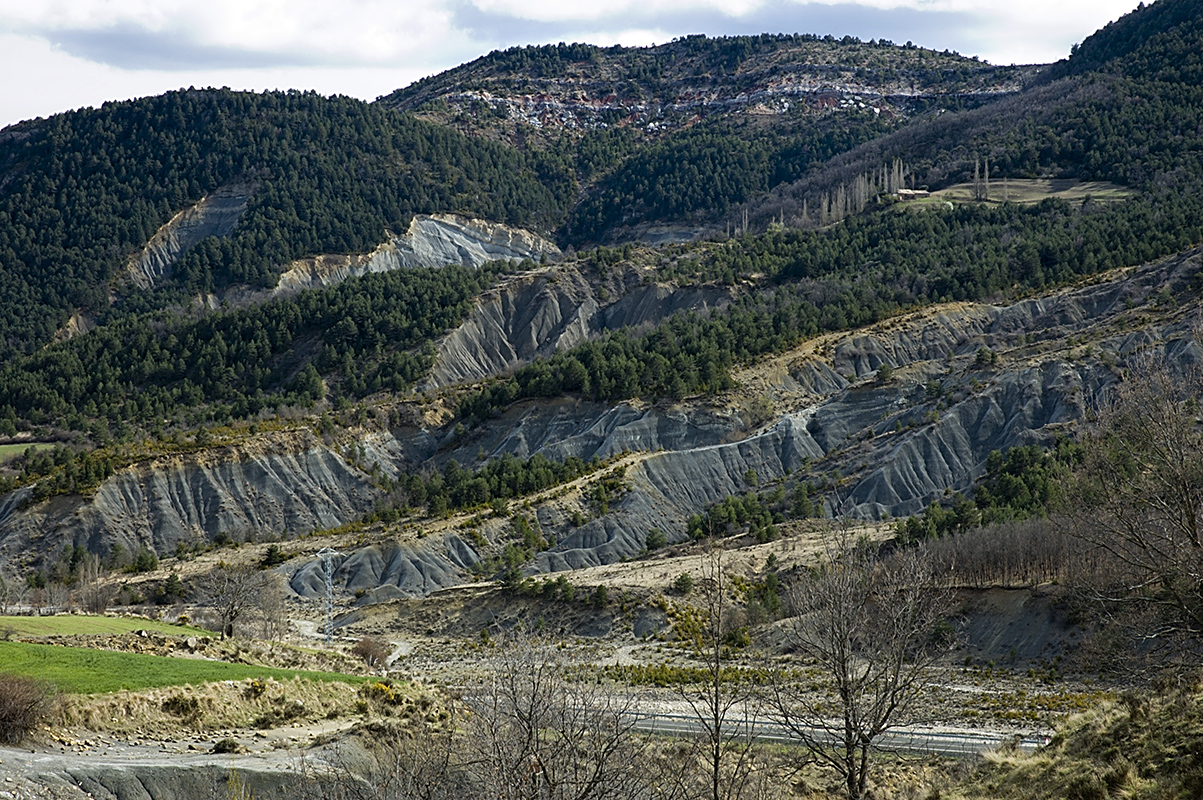
Margues al nord-est de la Penya de Rin de la Carrasca (Prepirineus)

La Serra del Jordal, als peus de Rin i Merli, està formada per l'arenisca d'Arén de finals del Cretaci junt amb les calcàries de la base del Terciari. Aquesta serra forma part d'un conjunt de serralades de 45 quilòmetres de longitud que comprèn la Penya Montanyesa, al nord de L'Aïnsa, de Serra Ferrera i l'Obago-Jordal, separada pel Riu Éssera. La serra pertany als massissos cretacis, d'un important modelatge Càrstic, junt al Cotiella i el Turbó.

## Transhumància

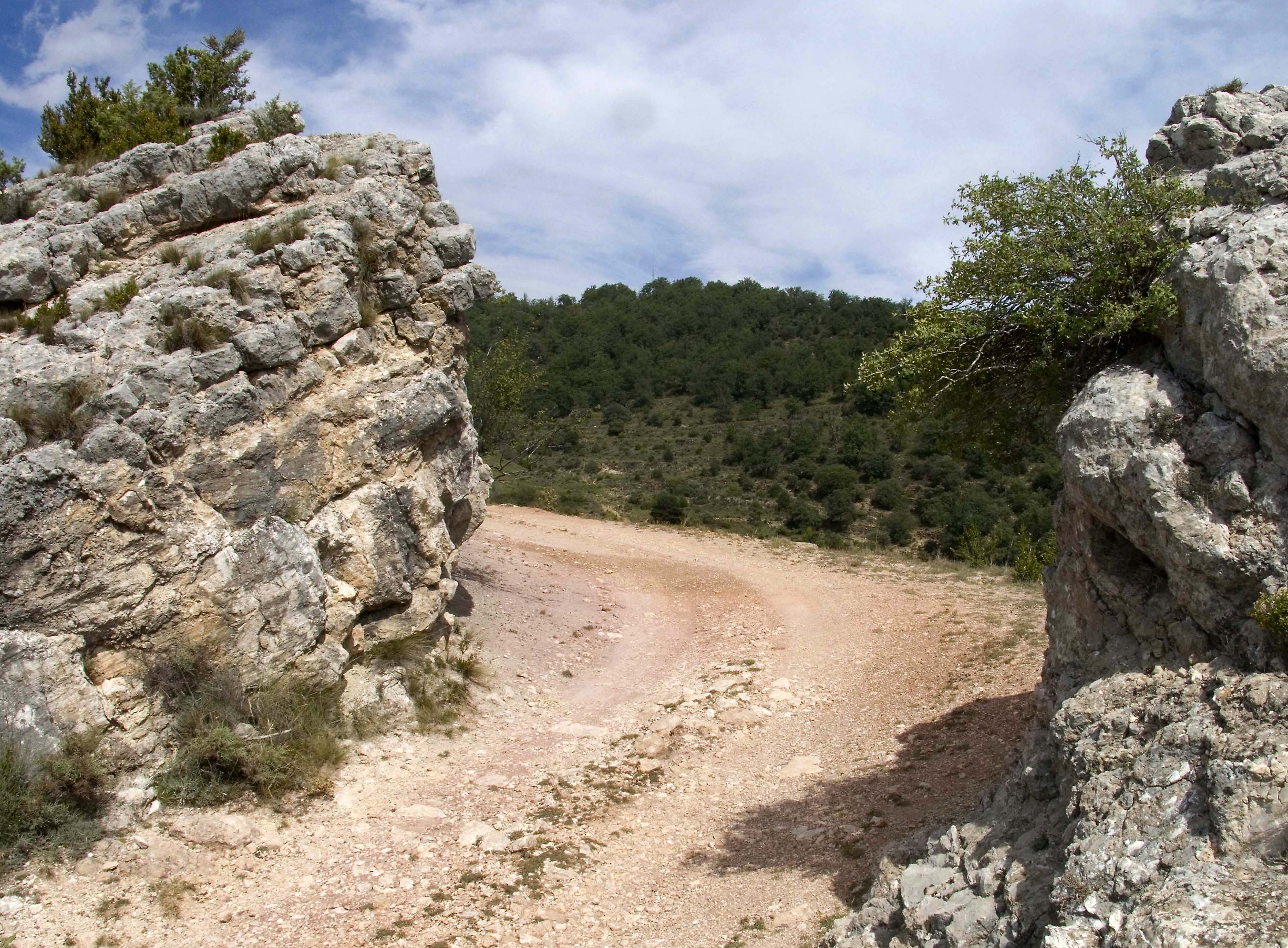
Portella de Rin de la Carrasca

La transhumància és una pràctica cada cop menys rendible, però encara a la Franja de Ponent trobem aquesta activitat. Tot i així, cada vegada menys. De sud a nord, des d'Ontinyena i Montsó, cercant les pastures dels ports estivals, abans d'arribar al Turbó, els ramats pugen des de la Pobla de Roda a Rin, i per la Cabanera Reial de la Portella (un camí amb més de 32 pams d'amplària) arriben a Vilacarle. El seu destí final són Els banys de Benasc, la Vall d'Estós, etc.

## Imatges deltrullde vi

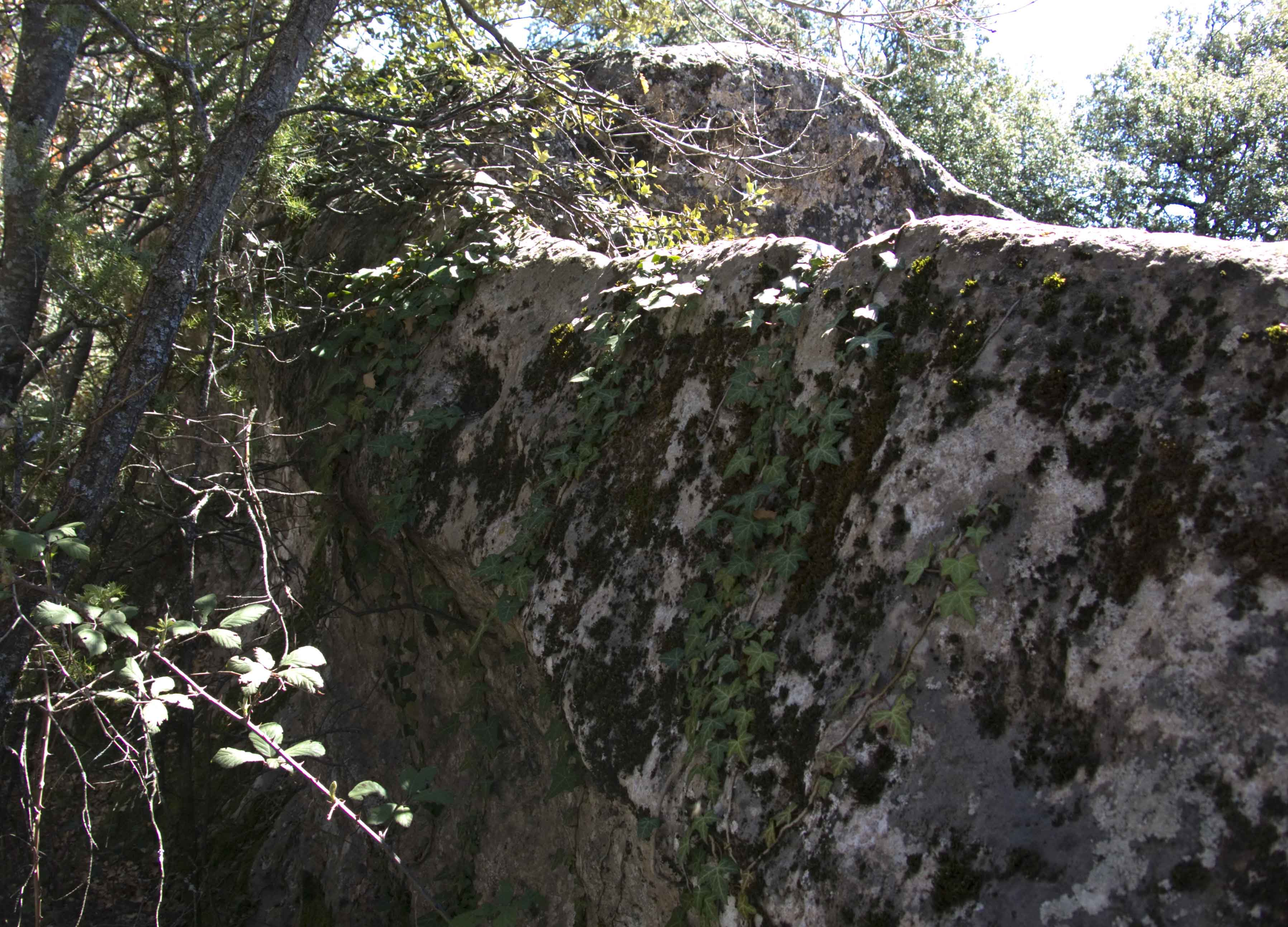
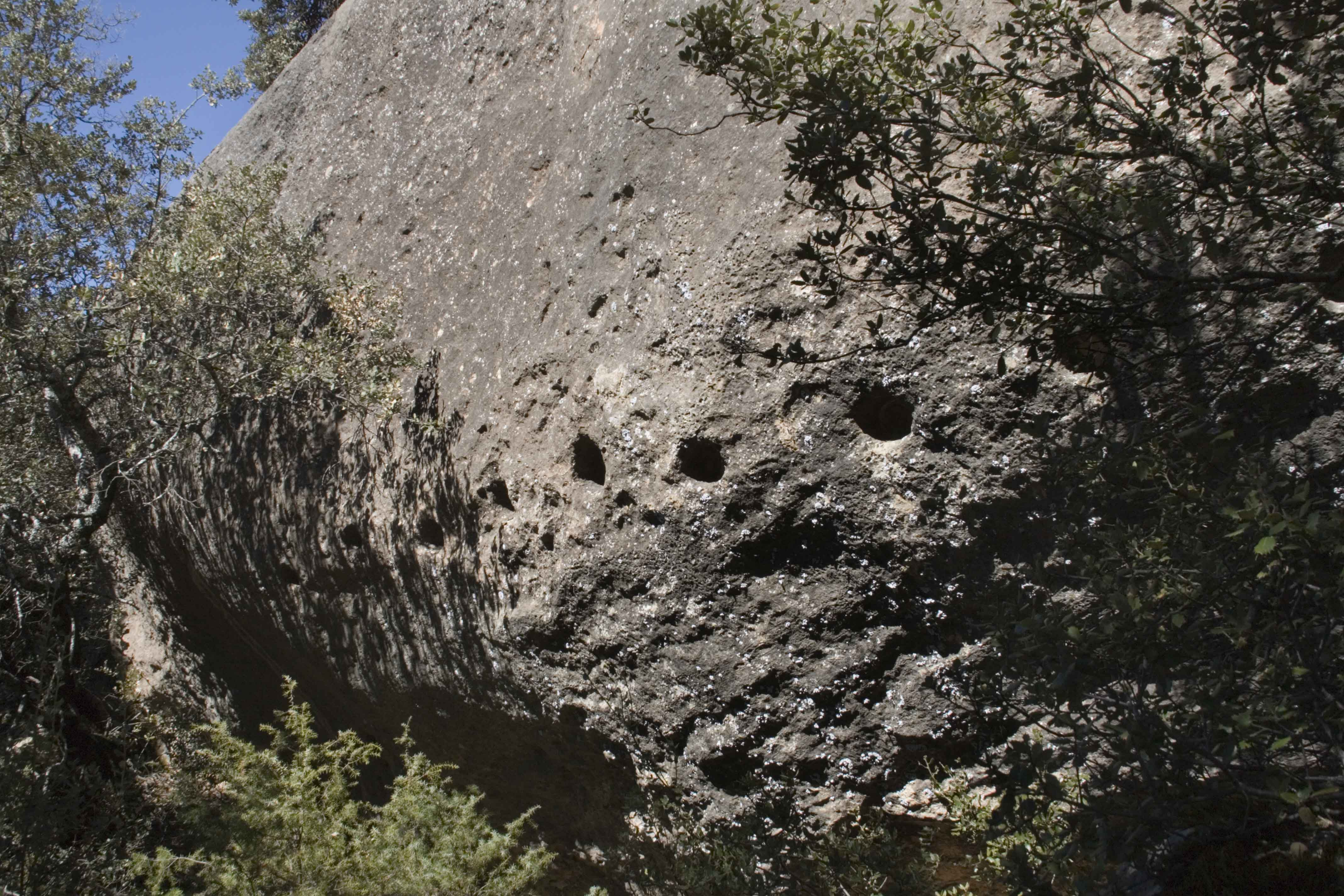
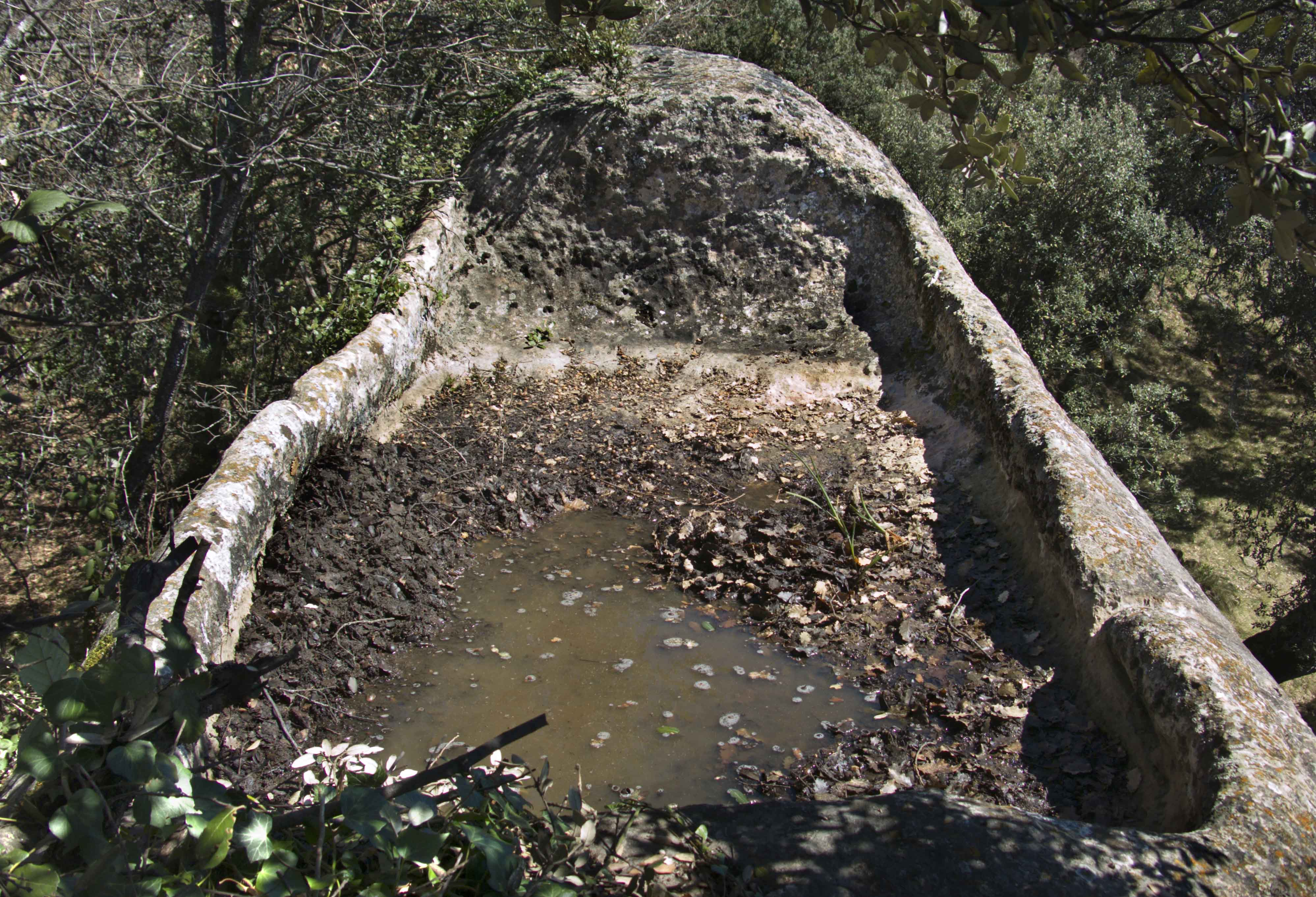
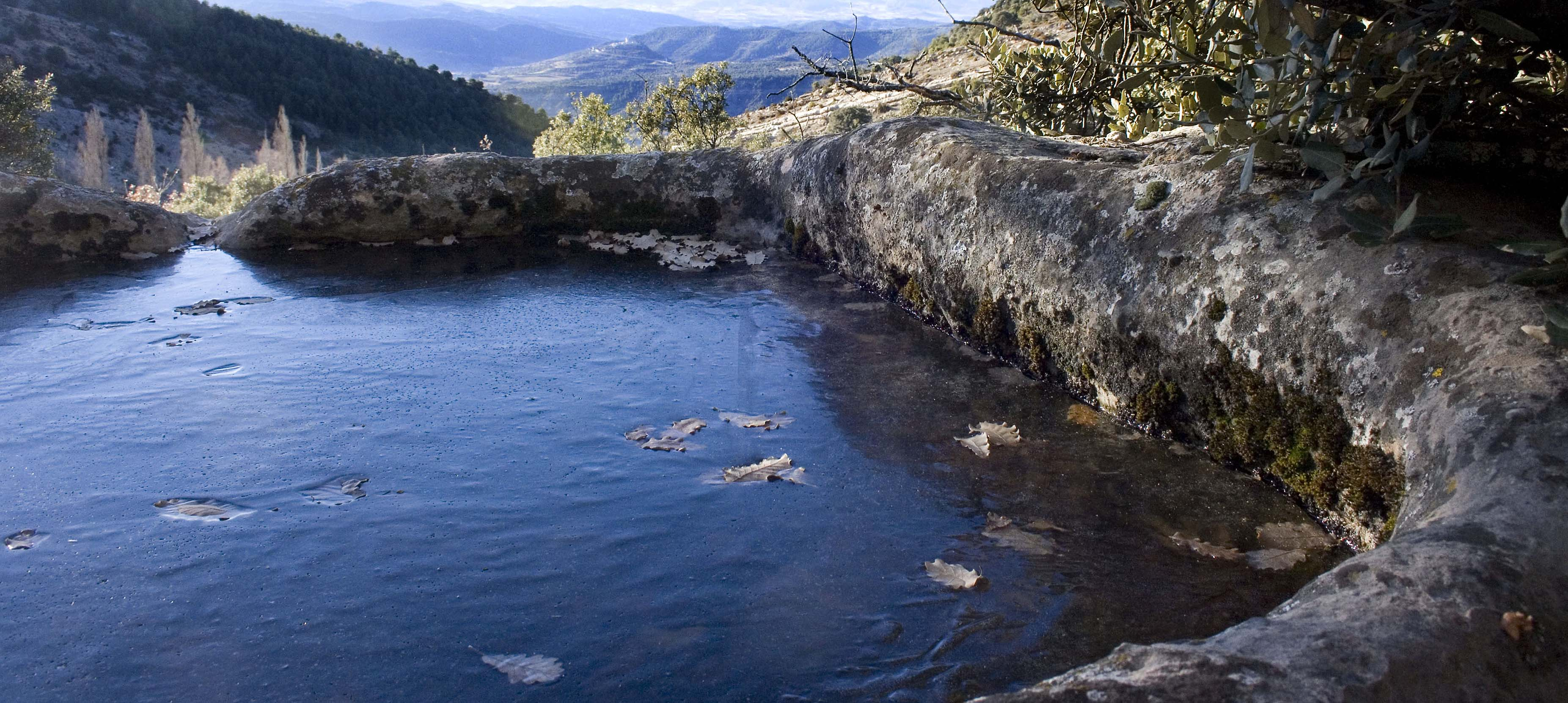

Trull de vi a Rigin, Comtat de Ribagorça, datat al segle xi, centre geogràfic de la Ribagorça aragonesa. El Trull de vi impressiona donada la magnitud de la roca on va ser excavat.

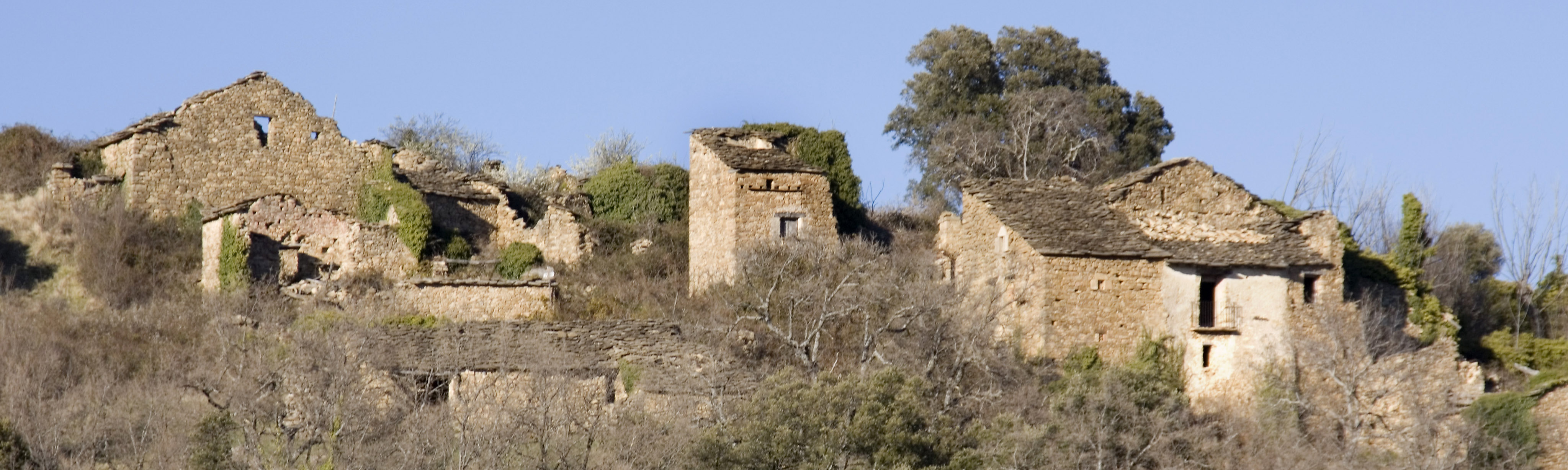
Vista panoràmica de Rin de la Carrasca.